# ويندي شميت
ويندي شميت (بالإنجليزية: Wendy Schmidt)‏ هي فاعلة خير أمريكية، ولدت في 26 يوليو 1955 في أورانج ‏ في الولايات المتحدة.

## وصلات خارجية
- الموقع الرسمي